# Trioza comae
Trioza comae är en insektsart som beskrevs av Matsumoto 1999. Trioza comae ingår i släktet Trioza och familjen spetsbladloppor.
Artens utbredningsområde är Vietnam. Inga underarter finns listade i Catalogue of Life.